# Пабло-Эскалерас
Пабло-Эскалерас (исп. Pablo Escaleras) — небольшой город в центральной части Мексики, на территории штата Агуаскальентес. Входит в состав муниципалитета Ринкон-де-Ромос.

## Географическое положение
Пабло-Эскалерас расположен в северной части штата, к востоку от водохранилища Саусильо, на расстоянии приблизительно 33 километров к северо-северо-западу (NNW) от города Агуаскальентес. Абсолютная высота — 1981 метр над уровнем моря.

## Население
Согласно данным, полученным в ходе проведения официальной переписи 2005 года, в городе проживало 2667 человек (1292 мужчины и 1375 женщин). Насчитывалось 513 домов. По возрастному диапазону население распределилось следующим образом: 50,4 % — жители младше 18 лет, 43 % — между 18 и 59 годами и 6,6 % — в возрасте 60 лет и старше. Уровень грамотности среди жителей старше 15 лет составлял 94,5 %.
По данным переписи 2010 года, численность населения Пабло-Эскалераса составляла 2790 человек. Динамика численности населения города по годам:
| 2000 | 2005 | 2010 |
| ---- | ---- | ---- |
| 2682 | 2667 | 2790 |